# L-Aspartat-β-semialdehyd
L-Aspartat-β-semialdehyd ist eine chemische Verbindung aus der Gruppe der Aldehyde und der Aminosäuren.

## Vorkommen
L-Aspartat-β-semialdehyd wurde in Erbsen (Pisum sativum) und in Lyrus sativus nachgewiesen. Es ist auch ein biochemisches Zwischenprodukt des Aminosäurestoffwechsels und der Biosynthese von L-Lysin, L-Methionin, L-Threonin und L-Isoleucin in höheren Pflanzen und Bakterien.

## Gewinnung und Darstellung
L-Aspartat-β-semialdehyd kann aus N-Benzyloxycarbonyl-L-asparaginsäure-β-semialdehyd in Ethylacetat in Gegenwart von verdünnter Salzsäure über Palladiumkohle bei Raumtemperatur gewonnen werden.

## Eigenschaften
L-Aspartat-β-semialdehyd ist recht stabil in saurer Lösung, zersetzt sich aber in neutraler Lösung oder beim Trocknen.